# Jean-Claude Puerto-Salavert
Jean-Claude Puerto-Salavert est un entrepreneur, chef d’entreprise et essayiste français né le 13 mai 1957[réf. nécessaire] à Fumel en Lot-et-Garonne. Il est le fondateur et actuel dirigeant de la société de location de voitures Ucar.

## Biographie

### Enfance, formation et début de carrière
Jean-Claude Puerto-Salavert est issu d'une famille de quincaillers.
Diplômé de l’Inseec en 1980, il crée la même année la société de conseil Saga spécialisée dans l’implantation des grandes surfaces. En 1983, il rejoint le groupe Béghin-Say en tant que directeur financier d’une raffinerie (Prodelis SA) située près de Bordeaux. Poste qu’il occupera jusqu’en 1986. 
Il est également détenteur d'un MBA obtenu aux États-Unis

### Location de voiture
En 1988, de retour en France, il reprend Ada, société de location de voitures à bas-coûts. L'entreprise est introduite en bourse en 1994[réf. souhaitée]. Il quitte la présidence en 1997 en désaccord avec les actionnaires majoritaires.
En 1999, il fonde une nouvelle entreprise de location : la Coopérative Automobile ; qui deviendra Ucar (Union des coopératives automobiles réunies). Le groupe, qu’il dirige toujours aujourd’hui, fonctionne sur un système alliant franchisés et agences en marque blanche.[réf. souhaitée]
En avril 2022, il vend Ucar à Cosmobilis (ex groupe de concessions Bymycar)

### Polémique
Au mois de mai 2008, il suscite une polémique avec le slogan : « Les pauvres sont dégueulasses, ils polluent. Le droit à la voiture propre pour tous ». Cette accroche publicitaire, qui visait à promouvoir de nouvelles formules d’usage automobile à bas-coûts destinées à faire de la voiture neuve un bien accessible à tous, est critiquée par les associations d’aide aux démunis. En particulier, Emmaüs demande son retrait. De son côté, Martin Hirsch, alors haut-commissaire aux solidarités actives, explique : « Je trouve que ces gens qui se croient malins (…), qui essaient de faire de l'argent sur le dos des pauvres devraient cesser ça. C'est de l'humour pour des types qui n'ont pas d'idées ». Jean-Claude Puerto-Salavert se défend en disant s'être inspiré de Coluche et de son célèbre « salaud de pauvre ». 

### Divers
En 2012, il participe pour la première fois à l’émission Patron incognito sur M6. En 2017, il y est de nouveau invité.

## Prises de positions
Jean-Claude Puerto-Salavert défend l’idée selon laquelle la voiture peut redevenir un symbole de progrès. Pour cela, il préconise de favoriser le renouvellement du parc automobile français dont la vétusté serait le véritable problème et la principale cause de pollution,. Afin d’accélérer ce renouvellement et diminuer le nombre de voitures en circulation, et face à l’évolution des usages automobiles, il entend faire des voitures neuves un bien accessible à tous, sans distinction de revenus, grâce aux services de location et de partage automobile,.

## Publications
- Puerto-Salavert, Jean-Claude, Pour le prix de ce livre vous pourriez avoir une voiture, Cherche Midi, 2006  (ISBN 978-2749105666)
- Puerto-Salavert, Jean-Claude, #PartageTaBagnole!, Éditions Exils, 2018  (ISBN 978-2912969828)